# Gunnar Jansson (piłkarz)
Gunnar Jansson (ur. 17 sierpnia 1907, zm. 13 maja 1998) – szwedzki piłkarz, grający na pozycji napastnika.

## Kariera klubowa
Podczas kariery piłkarskiej Gunnar Jansson występował w Gefle IF.

## Kariera reprezentacyjna
W reprezentacji Szwecji Jansson zadebiutował 23 maja 1934 wygranym 4-2 towarzyskim meczu z Polską. W samym roku József Nagy, ówczesny selekcjoner reprezentacji Szwecji powołał Janssona na mistrzostwa świata. Na turnieju we Włoszech był rezerwowym i nie wystąpił w żadnym meczu. Drugi i zarazem ostatni raz w reprezentacji wystąpił 23 września 1934 w wygranym 3-1 towarzyskim meczu z Łotwą.
| Mecze i gole w reprezentacji | Mecze i gole w reprezentacji | Mecze i gole w reprezentacji | Mecze i gole w reprezentacji | Mecze i gole w reprezentacji | Mecze i gole w reprezentacji | Mecze i gole w reprezentacji |
| #                            | Data                         | Miasto                       | Przeciwnik                   | Gol                          | Wynik                        |                              |
| ---------------------------- | ---------------------------- | ---------------------------- | ---------------------------- | ---------------------------- | ---------------------------- | ---------------------------- |
| 1.                           | 23.05.1934                   | Sztokholm                    | Polska                       |                              | 4:2                          | towarzyski                   |
| 2.                           | 23.09.1934                   | Sztokholm                    | Łotwa                        |                              | 3:1                          | towarzyski                   |